# Gare de Hull Paragon Interchange
La Gare de Hull Paragon Interchange est une gare multimodale, située au centre-ville de Kingston upon Hull.   Les services à partir de Leeds sont opérés par  East Coast, First Hull Trains, Northern Rail et TransPennine Express.